# 米卡多鎮區 (密歇根州阿爾科納縣)
米卡多鎮區（英語：Mikado Township）是位於美國密歇根州阿爾科納縣的一個行政鎮區。

## 地方資料
米卡多鎮區的面積為185.00平方千米，當中陸地面積為184.80平方千米，而水域面積為0.20平方千米。根據2010年美國人口普查的數據，當地共有人口850人，而人口密度為每平方千米4.59人。